# Vườn quốc gia Hồ San Rafael
Vườn quốc gia Hồ San Rafael (phát âm tiếng Tây Ban Nha: [laˈɣuna san rafaˈel]) là một vườn quốc gia nằm trên bờ biển Thái Bình Dương, phía nam Chile. Nó được đặt tên theo đặt tên của Hồ San Rafael hình thành bởi sự rút lui của sông băng San Rafael. Thành lập vào năm 1959, nó có diện tích 17.420 km2 (6.726 dặm vuông Anh) và bao gồm Dải băng lớn Bắc Patagonia, là một phần của dải băng lớn Patagonia. Vườn quốc gia đã được chỉ định là một Khu dự trữ sinh quyển thế giới của UNESCO vào năm 1979.
Đây la nơi trú ẩn của một số loài chim bao gồm hải âu mày đen, chim lặn lớn, thiên nga cổ đen và chim cốc biển. Động vật hoang dã trong khu vực này cũng bao gồm cá heo Chile, sư tử biển, rái cá biển và hải cẩu voi.